# Jesús Arana
Jesús Arana (Vitoria, Álava 20 de diciembre de 1948) es un jugador de baloncesto profesional ya retirado del Club Deportivo Vasconia, conocido desde 1987 como TAU Baskonia. Comenzó su carrera en la temporada 1969/70, cuando el club ascendió a Tercera División bajo el patrocinio de "Cervezas el Águila".
Formó parte del equipo histórico del año 1972-73, año en el que bajo la presidencia José Luis Sánchez Erauskin "Santxon" y con Pepe Laso en el banquillo, el equipo compitió por primera vez en Primera División. 
Mide 1.93 y jugó en la posición de pívot. Se retiró de las canchas en 1977, siendo uno de los jugadores del club que disputó más de 100 partidos.
- Datos: Q9011574